# Gédéon Pitard
Pour les articles homonymes, voir Pitard.
Gédéon Pitard, né le 7 février 1989 à Ekom (Région du Littoral), au Cameroun, est un joueur franco-camerounais de basket-ball. Il évolue au poste de meneur. Il participe à l'Afrobasket 2013 avec l'équipe nationale du Cameroun.

## Biographie
Après six saisons au Havre, il s'engage pour deux ans au Mans pour deux saisons. Il est coupé par le club sarthois. il signe le 1er juillet 2016 pour le club de l'Elan Chalon. En juin 2017, il signe au CCRB.

## Palmarès
- Champion de France : 2017[3]
- Finaliste de la Coupe d'Europe FIBA : 2017